# Лангенберг (Гютерсло)
Лангенберг (нем. Langenberg) — община в Германии, в земле Северный Рейн-Вестфалия.
Подчиняется административному округу Детмольд. Входит в состав района Гютерсло и является его самой южной точкой. Население составляет 8048 человек (на 31 декабря 2010 года). Занимает площадь 38,71 км².
Община делится на два участка: сам Лангенберг и Бентлер. Исторически первое упоминание зарегистрировано в 1180 году. Бентлер в 1130 году.
Принято считать, что изначально община основана фермерской семьёй. Позже из-за конфликта один из братьев отделился и основал на юге Бентлер.
С 1828 года через Лангенберг проходила промышленная железная дорога от Реда-Виденбрюкка до Липпштадта. На сегодняшний день не используется. Здание старого вокзала используется как культурный объект для проведения разного рода концертов и собраний.
В 1845 году была основана пивоварня Höhenfelder.

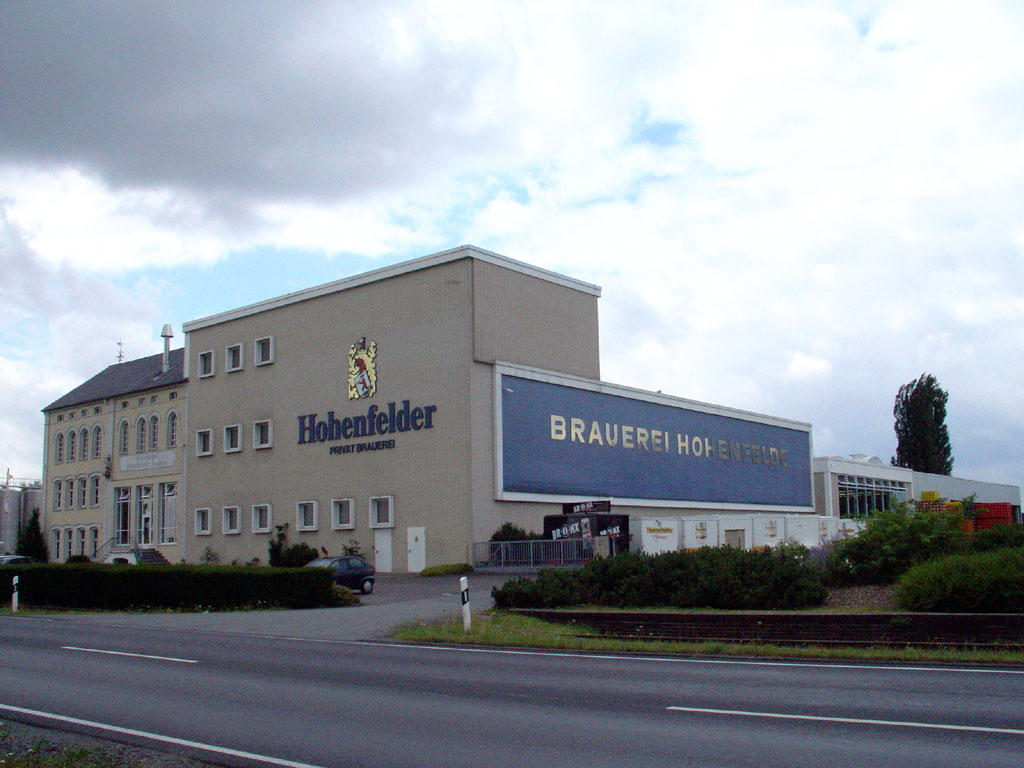
Пивоваренная компания Höhenfelder

На центральной улице находится парк, территория использовалась как кладбище. После двух мировых войн все останки погибших солдат были эксгумированы и в память об умерших возле церкви воздвигнут памятник солдатам обоих эпох. Сегодня в парке находится лабиринт из живой изгороди и несколько надгробий семей основателей.